# Gåvan (bok)
Gåvan, i franskspråkigt original Essai sur le don: forme et raison de l'échange dans les sociétés archaïques, är en bok av Marcel Mauss om den sociala betydelsen om gåvor och reciprocitet. Mauss presenterade i boken en sociologisk analys av gåvosystem, som innebär om att man genom analys av gåvoutbytet eller gåvogivningen kan se att dessa innehöll information om hela det sociala systemet och dess värden. Bokens teorier har varit viktiga inom antropologi.
Originalarbetet gavs ut 1923-1924 i tidskriften L'Année Sociologique, och har senare översatts till flera olika språk och getts ut in bokform. Den svenskspråkiga versionen Gåvan utkom 1972, översatt av Marianne Ahrne (född 1944).